# Rashawn Fredericks
Rashawn Alexis Fredericks (Saint Croix, 12 novembre 1996) è un ex cestista americo-verginiano.

## Carriera
Con le Isole Vergini Americane ha disputato i Campionati americani del 2017.